# Dubová (okres Svidník)
Dubová, rusínsky Дубова/Dubova (maďarsky Cseres – do roku 1907 Dubova) je obec na Slovensku v okrese Svidník. Obec se nachází v Nízkých Beskydech v Ondavské vrchovině, v údolí Ondavy. Přes obec protéká řeka Ondava.

## Historie
Dubová je poprvé písemně zmiňována v roce 1355 jako Dobawycha a byla nejprve součástí panství Stročín, později panství Makovica. V roce 1427 se neplatila žádná daň. V roce 1711 byla obec kvůli útěku poddaných téměř úplně vylidněna. Koncem 18. století byla v obci sklárna.
V roce 1787 měla obec 75 domů a 499 obyvatel, v roce 1828 zde bylo 76 domů a 575 obyvatel. Během bitvy o Karpaty kolem přelomu let 1914/15 sváděly v obci těžké boje rakousko-uherské a ruské jednotky.
Do roku 1918 byla obec součástí Uherska a poté připadla Československu. V období první ČSR byla Dubová zemědělskou obcí, na druhé straně docházelo ke značnému vystěhovalectví. Po 2. světové válce část obyvatel dojížděla za prací do průmyslových závodů v Bardejově, Svidníku a Košicích.
Při sčítání lidu v roce 2011 žilo v Dubové 229 obyvatel, z toho 99 Rusínů, 97 Slováků, 17 Romů a šest Ukrajinců. 10 obyvatel neuvedlo žádné informace o etnickém původu.

## Symboly obce

### Znak a vlajka
V modrém štítě na zlatém oblém pažitu vyrůstající tři přirozené listnaté stromy s tlustými a vysokými stříbrnými kmeny a malými zlatými korunami. Je to mluvící znak podle otisku pečetidla z roku 1787.
Tento znak byl přijatý usnesením obecního zastupitelstva ze dne 26. května 2004, a je zapsaný v heraldickém registru Slovenské republiky pod signaturou HR: D-154/2004.
Autoři znaku jsou Jozef Petrovič a Kvetoslava Hanzová.
Vlajka obce sestává ze sedmi podélných pruhů v barvách žluté (1/9), bílé (1/9), žluté (1/9), bílé (1/9), žluté (1/9), bílé (1/9) a modré (3/9). Vlajka má poměr stran 2:3 a ukončená je třemi cípy, tj. dvěma zástřihy, sahajícími do třetiny jejího listu.

## Památky

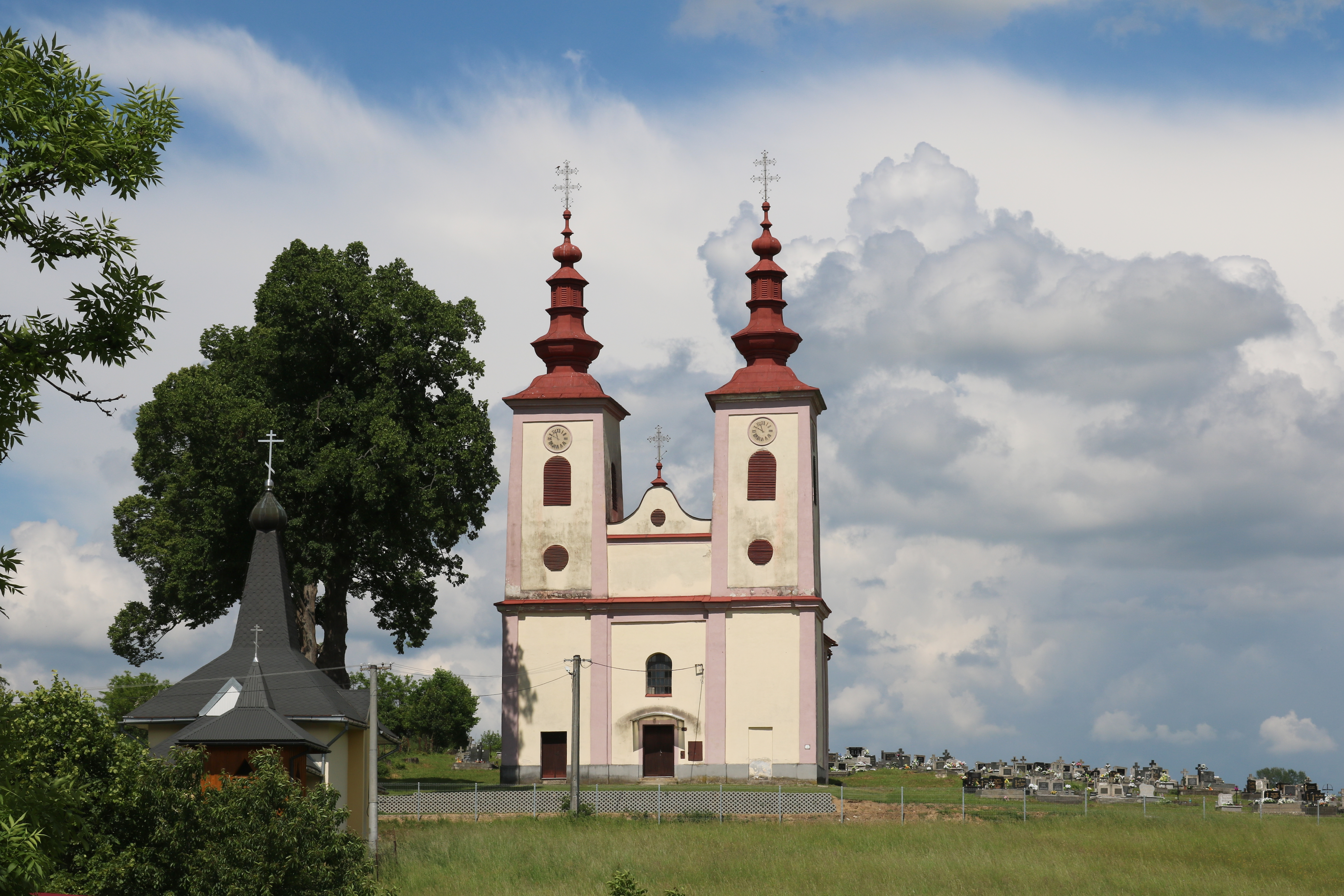
Kostel v Dubové

V obci se nachází řeckokatolický Chrám Narození přesvaté Bohorodičky postavený v barokním slohu v roce 1845. Je to jednolodní stavba se dvěma věžemi.